# بیوک جدی‌کار
بیوک جدی‌کار (زاده ۱۵ آذر ۱۳۰۸ در تبریز – درگذشته ۲۶ آذر ۱۳۹۲) بازیکن پیشین تاج تهران و تیم ملی فوتبال ایران و نخستین لژیونر فوتبال ایران و آسیا بود.
وی به علت این‌که بیشتر گل‌های خود را با پای چپ زده به «چپ طلایی» معروف بود. در مجموع، وی ۴۴۵ گل در رده باشگاهی و ملی زده‌است.
بیوک جدیکار نیز سابقهٔ حضور در تیم ویکتوریا برلین آلمان را هم دارد.

## دوران باشگاهی
بیوک جدیکار یکی از نخستین لژیونرهای فوتبال ایران بود که از سال ۱۳۲۳ و در تیم تهرانجوان زیر نظر مرحوم استاد حسین فکری شروع به کار کرد. او در سال ۱۳۲۵ توسط مرحوم علی دانایی‌فرد به تیم «تور» پیوست.در حقیقت او کار اصلی خود را زیر نظر استاد علی دانایی فرد از تیم های پایه ای دوچرخه سواران یعنی تیم های "تور" و "ایرج" آغاز کرد. با نظر علی دانایی‌فرد ، جدیکار در سال ۱۳۲۸ به تیم بزرگسالان تاج سابق اضافه شد و با انجام بازی های درخشان و گلزنی های متوالی و متعدد خود، ظهور مهاجمی قهار و گلزن را به هواداران تاج نوید داد.و همچنین بیوک جدیکار در اوایل دوران فوتبالش در پست دروازه بان بازی میکرد اما با نظر علی دانایی فر به مهاجم تغییر پست داد.

### ویکتوریا ۱۸۸۹
بیوک جدیکار پس از بازی دوستانه تیم ملی با ویکتوریا برلین آلمان در تهران، جدیکار با بازی درخشانش مورد توجه تیم آلمانی قرار گرفت که در آن روزگار نامی بزرگ و شناخته شده در فوتبال آلمان داشت. بدین ترتیب بیوک جدیکار به نخستین لژیونر تاریخ فوتبال ایران تبدیل شد. بیوک جدیکار در فصل ۱۹۵۸-۱۹۵۷ به آلمان رفت و مدتی را برای ویکتوریا توپ زد. در طول دورانی که جدیکار برای ویکتوریا بازی می کرد، به سبب شم گلزنی، قدرت شوتزنی و سرعت بالایش از سوی هواداران این باشگاه  لقب "اشپوتنیک" به وی داده شد. در شرایطی که قرارداد اولیه جدیکار با باشگاه آلمانی به مدت سه سال بود، متأسفانه پس از ضایعه تلخ درگذشت پدرش، به ایران برگشت و دیگر به آلمان بازنگشت..
جدیکار در مصاحبه ای در ارتباط با دوران حضور در آلمان تعریف می کند:
واقعاً خیلی مشکل بود که کسی می رفت و در آلمان و در تیمی مثل ویکتوریا کلوپ فوتبال بازی کند آن هم بدون سابقه.. ، الحمدالله اوضاع برای من خوب بود چون من قدرت خوبی داشتم.. مثلا یادم می آید که آن جا در تمرینات شرط می بستم که از 5 پنالتی، سه تای آن را به تیر دروازه بزنم و همین کار را هم می کردم! 
سرانجام در سال ۱۳۴۳ پس از ۱۵ سال بازی در سطح اول فوتبال ایران، بیوک جدیکار فوتبال را برای همیشه کنار گذاشت. 

## زندگی نامه
خلاصه ای از زندگی نامه جدیکار از زبان خودش بشنویم در مصاحبه ای در سال ۱۳۸۲:
در سال ۱۳۰۸ در تبریز متولد شدم، من با برادرم اینا بازی می کردیم، از سال ۱۳۲۰ در ورزشگاه شهباز شروع کردم. سال ۲۵ خدابیامرز آقای علی دانایی فرد که در تیم "تور" مربی اول من بود، من را برای گوش چپی انتخاب کرد و این در شرایطی بود که من گلر بودم! چون پای چپ خوبی داشتم بالاجبار حرف ایشان را گوش کردم و رفتیم در مسابقات خردسالان که در منظریه برگزار می شد شرکت کنیم. آن مسابقات را زنده یاد استاد ایزدپناه با حضور ۸-۷ تیم برگزار می کردند که اتفاقاً شاهین هم جزء تیم های شرکت کننده بود. در آن بازی ها که به نوعی تورنمنتی برای زیر ۱۶ ساله ها بود، تور و شاهین به فینال رسیدند و ما توانستیم با شکست دادن تیم شاهین قهرمان آن بازی ها شویم. همان طور که گفتم سال ۱۳۲۵ بود و ما برای نخستین بار قهرمان شدیم. سال ۱۳۳۰ برای نخستین بار به تیم ملی دعوت شدم و تا سال ۱۳۴۲ برای تیم ملی بازی کردم ، البته بازی ملی زیادی نکردم و تأسفی هم ندارم چون در آن زمان بازی ملی زیادی برگزار نمی شد.
همچنین وی در این مصاحبه درباره استقلال گفت:
هنوز هم دوستش دارم و در خارج از کشور هم نتایج این تیم را دنبال می کنم و عاشقش هستم.

## تیم ملی
جدی‌کار در ۱۷ سالگی به تیم ملی ایران دعوت شده و نخستین بازی وی در تیم ملی فوتبال ایران، برابر افغانستان بود.

## درگذشت
بیوک جدی‌کار در روز ۲۶ آذر ۱۳۹۲ در ۸۴ سالگی پس از ۹ سال مبارزه با آلزایمر در تهران درگذشت.
سپ بلاتر رئیس وقت فدراسیون جهانی فوتبال فیفا طی نامه‌ای به علی کفاشیان رئیس فدراسیون فوتبال ایران درگذشت بیوک جدی‌کار را به عنوان نخستین لژیونر فوتبال ایران تسلیت گفت و اظهار امید نمود که مراتب تسلیت و اعلام همدردی ایشان را به خانواده و آشنایان بیوک جدی‌کار برساند. همچنین شيخ سلمان بن ابراهيم آل خليفه رئيس كنفدراسيون فوتبال آسيا نيز در پيامی به علی کفاشیان رئیس وقت فدراسیون فوتبال ایران، درگذشت بیوک جديكار را تسليت گفت.